# Lequile
Lequile ist eine italienische Gemeinde in der Nähe von Lecce mit 8581 Einwohnern (Stand 31. Dezember 2023) in der Provinz Lecce.
Die Nachbargemeinden sind: Copertino, Galatina, Lecce, Monteroni di Lecce, San Cesario di Lecce, San Donato di Lecce, San Pietro in Lama und Soleto.

## Geschichte
Lequile ist römischen Ursprungs.

## Sehenswürdigkeiten
Lequile verfügt über Baudenkmäler, des Lecceser Barocks:
- Piazza San Vito, im Zentrum der Stadt. Hier findet man den Convento dei Francescani (1613–1619).
- Chiesa di San Nicola o del Redentore
- Chiesa di Santa Maria della Consolazione

## Söhne und Töchter
- Fernando Tarcisio Filograna (* 1952), Bischof von Nardò-Gallipoli